# Lars Andersson (nydemokrat)
Jan Lars Christer Andersson, född 2 januari 1959 i Limhamns församling i Malmö, är en svensk före detta politiker (nydemokrat) och riksdagsledamot under mandatperioden 1991–1994 för Örebro läns valkrets. Andersson var ledamot och suppleant i lagutskottet samt suppleant i konstitutionsutskottet. Lars Andersson är utbildad jurist (jur kand) och kommer ifrån Tyresö. Han har arbetat som säkerhetsvakt och har en bakgrund i socialdemokraterna. Lars Anderssons far Sven Andersson var statssekreterare i justitiedepartementet i regeringen Palme I mellan 1973 och 1976.
Tillsammans med John Bouvin och Sten Söderberg försökte han bilda utbrytarpartiet Socialliberalerna (två andra planerade partinamn var Fridemokraterna respektive Europapartiet) i mars 1992. Bouvin drog sig dock ur i sista stund. Samtidigt lämnade Andersson och Söderberg Ny demokrati och blev politiska vildar i Sveriges riksdag. Konflikterna berodde till viss del på Ian Wachtmeister och flera invandringspolitiska utspel från Ny demokrati. Fridemokraterna skulle ha ett mer vänster- och mittenorienterat partiprogram än Ny demokrati. Dock blev det inget av planerna. Istället gick de två med i Bengt Hedbergs lilla Svenska Liberala Partiet, en utbrytargrupp från folkpartiet.
I januari 1993 återvände Andersson till Ny demokrati. Söderberg bildade istället partiet Sveriges demokratiska union. Tillsammans med sin nydemokratiske partikamrat Bernt Annersiö bildade Lars Andersson i juni 1994 det lokala partiet Vårt Tyresö i Tyresö, men partiet somnade snabbt in. Andersson ställde inte upp för omval i riksdagsvalet 1994. Efter Ny demokratis riksdagsutträde 1994 lämnade han politiken.